# 17354 Матросов
17354 Матросов (17354 Matrosov) — астероїд головного поясу, відкритий 13 березня 1977 року.
Тіссеранів параметр щодо Юпітера — 3,396.